# Sahelska kraljestva
Sahelska kraljestva so skupno poimenovanje za nekdanja kraljestva sahelske Afrike. Nastala so na območju, ki je bilo primerno izhodišče za trgovanje preko Sahare, zlasti z ljudstvi ob Sredozemlju. Velika količina tovornih živali, kot so konji in kamele, jim je omogočala promet med posameznimi deli države, učinkovito bojevanje in zmožnost potovanja čez Saharo. Sahelski imperiji so bili decentralizirane državne tvorbe, katerih posamezna mesta so imela veliko avtonomijo. Družba je temeljila na matrilinealni ureditvi.
Kraljestva Sahela so zasedala ozemlja med Saharo na severu in gozdnatimi površinami na jugu, kjer sta se v tistem času nahajali kraljestvi Ašantov in Jorub.

## Zgodovina
Prva izmed sahelskih držav je bilo Gansko kraljestvo, ki je obstajalo med 1. in 13. stoletjem na območju današnjega Senegala in Mavretanije. Porazili so ga almoravidski osvajalci, sledilo je več kratkotrajnih državnih tvorb vse do nastanka Malijskega imperija na območju današnjega Nigra in Malija ob reki Niger. Obstajal je večino 15. stoletja, ob koncu stoletja pa razpadel na manjše države. Najpomembnejši izmed slednjih je bil Songajski imperij, ki je do 16. stoletja obsegal ozemlje od današnjega Kameruna do Magreba ter je predstavljal največjo državo v zgodovini Afrike. Imperij je propadel v 17. stoletju. Nekoliko vzhodneje se je razvila država Kanem-Bornu, na zahodu pa več mestnih držav ljudstva Hausa. Med temi in večjo Kanem-Bornu so obstajala trenja. V začetku 19. stoletja pa se je razvil Fulanski imperij in leta 1810 prevzel nadzor nad hauškimi državami ter centraliziral sistem. Novi imperij in država Kanem-Bornu sta obstajali v sožitju vse do prihoda Evropejcev, ko je bila celotna regija razdeljena med Francijo in Združeno kraljestvo.